# Янн-Ерік де Ланлай
Янн-Ерік де Ланлай (норв. Yann-Erik de Lanlay, нар. 14 травня 1992, Ставангер) — норвезький футболіст, нападник клубу «Вікінг».
Виступав, зокрема, за клуб «Русенборг», а також національну збірну Норвегії.

## Клубна кар'єра
Народився 14 травня 1992 року в місті Ставангер. Вихованець футбольної школи клубу «Вікінг». Дорослу футбольну кар'єру розпочав 2010 року в основній команді того ж клубу, в якій провів п'ять з половиною сезонів, взявши участь у 127 матчах чемпіонату.  Більшість часу, проведеного у складі «Вікінга», був основним гравцем атакувальної ланки команди.
До складу клубу «Русенборг» приєднався 2015 року. Відіграв за команду з Тронгейма 71 матч у національному чемпіонаті.

## Виступи за збірні
2011 року дебютував у складі юнацької збірної Норвегії, взяв участь у 8 іграх на юнацькому рівні, відзначившись 3 забитими голами.
З 2011 року залучається до складу молодіжної збірної Норвегії. На молодіжному рівні зіграв у 15 офіційних матчах, забив 1 гол. Був учасником молодіжного Євро-2013.
2013 року дебютував в офіційних матчах у складі національної збірної Норвегії. Наразі провів у формі головної команди країни 5 матчів, забивши 1 гол.
| Дата       | Місто     | Господарі | Результат | Гості    | Турнір           | Голи | Примітки |
| ---------- | --------- | --------- | --------- | -------- | ---------------- | ---- | -------- |
| 09/01/2013 | Кейптаун  | ПАР       | 0 – 1     | Норвегія | товариський матч | -    |          |
| 12/01/2013 | Ндола     | Замбія    | 0 – 0     | Норвегія | товариський матч | -    |          |
| 15/01/2014 | Абу-Дабі  | Молдова   | 1 – 2     | Норвегія | товариський матч | 1    |          |
| 18/01/2014 | Абу-Дабі  | Польща    | 3 – 0     | Норвегія | товариський матч | -    |          |
| 27/08/2014 | Ставангер | Норвегія  | 0 – 0     | ОАЕ      | товариський матч | -    |          |
| Усього     |           | Матчів    | 5         |          | Голів            | 1    |          |

## Досягнення
- Чемпіон Норвегії (4):

«Русенборг»:  2015, 2016, 2017, 2018
- Володар Кубка Норвегії (3):

«Русенборг»:  2015, 2016, 2018
- Володар Суперкубка Норвегії (2):

«Русенборг»:  2017, 2018